# Parti de la solidarité sénégalaise
Le Parti de la solidarité sénégalaise (PSS) est un ancien parti politique sénégalais.

## Histoire
Créé en 1958, le PSS réunit des Européens et quelques chefs islamiques. En réponse au projet de constitution proposé par le général de Gaulle dans le cadre du référendum du 28 septembre 1958, ils réclament pour le Sénégal un statut de département français d'outre-mer, mais leurs sympathisants sont peu nombreux. Le « oui » l'emporte à 97,2 %.
Face à la domination de l'Union progressiste sénégalaise (UPS) le PSS est l'une des petites formations qui participent aux élections législatives du 22 mars 1959, mais, comme les deux autres, le Parti du regroupement africain (PRA) et le Parti africain de l'indépendance (PAI), ne remporte aucun siège. Les trois partis tentent sans succès de s'unir. Plusieurs personnalités du PSS rejoignent alors l'UPS et le parti disparaît progressivement.

## Orientation
C'est un parti conservateur.